# 馬爾科·恩齊奧·弗萨蒂
馬爾科·恩齊奧·弗萨蒂（義大利語：Marco Ezio Fossati；1992年10月5日—）是一位意大利足球運動員，在場上的位置是中場。現時被羅馬尼亞足球甲級聯賽球隊克卢日大学。他也代表意大利國青隊參賽。